# Yuki Kakita
Yuki Kakita (垣田 裕暉 Kakita Yuki?, Gunma, 14 de julio de 1997) es un futbolista japonés que juega como delantero en el Kashiwa Reysol de la J1 League.

## Trayectoria

### Clubes
| Club                      | País  | Año       |
| ------------------------- | ----- | --------- |
| Kashima Antlers           | Japón | 2016-2024 |
| Zweigen Kanazawa (cedido) | Japón | 2017-2019 |
| Tokushima Vortis (cedido) | Japón | 2020-2021 |
| Sagan Tosu (cedido)       | Japón | 2022      |
| Kashiwa Reysol            | Japón | 2024-     |

## Palmarés

### Títulos internacionales
| Título                                | Equipo             | Sede          | Año  |
| ------------------------------------- | ------------------ | ------------- | ---- |
| Campeonato de Fútbol de Asia Oriental | Selección de Japón | Corea del Sur | 2025 |